# ولدون (بازیکن فوتبال)
ولدون سانتوس د آندراده (به پرتغالی: Weldon Santos de Andrade) معروف به ولدون (Weldon) بازیکن فوتبال در پست مهاجم اهل برزیل است که در شهر Santo André و در تاریخ ۶ اوت ۱۹۸۰ به دنیا آمده‌است.

## باشگاهی
ولدون در تیم‌های باشگاهی سانتوس، النصر، کروزیرو، سوشو، بلننسس، بنفیکا، سی‌اف‌آر کلوژ و چانگچون یاتای سابقهٔ حضور دارد.